# Europese kampioenschappen boogschieten 2014 (outdoor)
De Europese kampioenschappen boogschieten 2014 zijn door de World Archery Europe (WAE) georganiseerde kampioenschappen voor boogschutters. De 23e editie van de Europese kampioenschappen outdoor vonden plaats in het Armeense Etsjmiadzin van 21 tot 26 juli 2014.

## Resultaten

### Mannen
| Onderdeel              | Goud                                               | Goud | Zilver                                          | Zilver | Brons                                                   | Brons |
| ---------------------- | -------------------------------------------------- | ---- | ----------------------------------------------- | ------ | ------------------------------------------------------- | ----- |
| Recurve - individueel  | Florian Kahllund                                   | GER  | Anton Prylepau                                  | BLR    | Pierre Plihon                                           | FRA   |
| Recurve - team         | Thomas Koenig Pierre Plihon Jean-Charles Valladont | FRA  | Florian Kahllund Simon Nesemann Christian Weiss | GER    | Bolot Basagadajev Aleksej Nikolajev Baïr Tsybekdorzjiëv | RUS   |
| Compound - individueel | Peter Elzinga                                      | NED  | Sergio Pagni                                    | ITA    | Sébastien Peineau                                       | FRA   |
| Compound - team        | Ruben Bleyendaal Peter Elzinga Mike Schloesser     | NED  | Ahmet Bacak Evren Çağıran Demir Elmaağaçlı      | TUR    | Luigi Dragoni Sergio Pagni Federico Pagnoni             | ITA   |

### Vrouwen
| Onderdeel              | Goud                                                     | Goud | Zilver                                     | Zilver | Brons                                             | Brons |
| ---------------------- | -------------------------------------------------------- | ---- | ------------------------------------------ | ------ | ------------------------------------------------- | ----- |
| Recurve - individueel  | Tatjana Segina                                           | RUS  | Natalia Leśniak                            | POL    | Alicia Marín                                      | ESP   |
| Recurve - team         | Aurélie Carlier Sophie Planeix Laura Ruggieri            | FRA  | Elena Richter Lisa Unruh Karina Winter     | GER    | Natalia Leśniak Karina Lipiarska Justyna Mospinek | POL   |
| Compound - individueel | Svetlana Tsjerkasjnjova                                  | RUS  | Laura Longo                                | ITA    | Sarah Holst Sönnichsen                            | DEN   |
| Compound - team        | Natalja Avdejeva Albina Loginova Svetlana Tsjerkasjnjova | RUS  | Rikki Bingham Andrea Gales Lucy O'Sullivan | GBR    | Yeşim Bostan Cansu Ecem Coşkun Gizem Kocaman      | TUR   |

### Gemengd
| Onderdeel       | Goud                               | Goud | Zilver                             | Zilver | Brons                           | Brons |
| --------------- | ---------------------------------- | ---- | ---------------------------------- | ------ | ------------------------------- | ----- |
| Recurve - team  | Baïr Tsybekdorzjiëv Tatjana Segina | RUS  | Nikolaj Wulff Maja Jager           | DEN    | Anton Prylepau Alena Tolkach    | BLR   |
| Compound - team | Martin Damsbo Tanja Jensen         | DEN  | Aleksandr Dambajev Albina Loginova | RUS    | Mike Schloesser Inge van Caspel | NED   |

### Medaillespiegel
| Plaats | Land                | Goud | Zilver | Brons | Totaal |
| 1      | Rusland             | 4    | 1      | 1     | 6      |
| 2      | Frankrijk           | 2    | 0      | 2     | 4      |
| 3      | Nederland           | 2    | 0      | 1     | 3      |
| 4      | Duitsland           | 1    | 2      | 0     | 3      |
| 5      | Denemarken          | 1    | 1      | 1     | 3      |
| 6      | Italië              | 0    | 2      | 1     | 3      |
| 7      | Polen               | 0    | 1      | 1     | 2      |
| 7      | Turkije             | 0    | 1      | 1     | 2      |
| 7      | Wit-Rusland         | 0    | 1      | 1     | 2      |
| 10     | Verenigd Koninkrijk | 0    | 1      | 0     | 1      |
| 11     | Spanje              | 0    | 0      | 1     | 1      |
| Totaal | Totaal              | 10   | 10     | 10    | 30     |